# Scandale (lingerie)
Pour les articles homonymes, voir Scandale (homonymie).
Scandale est un créateur de vêtements français à qui l'on attribue l'invention de la gaine et la première entreprise à fabriquer en série un produit utilisant les tissus Lycra et Latex.  
Cette innovation a eu un impact considérable sur l'industrie de la mode et sur la façon dont les femmes occidentales portaient des sous-vêtements. L'entreprise a également été la première à utiliser des illustrations dans la publicité - importantes pour la culture française - et à utiliser des illustrateurs, artistes et photographes français contemporains, comme René Gruau qui a notamment conçu le logo emblématique de Scandale.

## Historique

### 1930 - 1940
La marque est créée en France en 1932 par l'industriel lyonnais Robert Perrier. A l’époque, son fondateur est fasciné par le latex liquide qu’il réussit à transformer en matière élastique, secondairement gainé par un tulle de coton avant d’être intégré à une pièce de lingerie sans couture.

### Depuis 2000
Le groupe hongkongais de lingerie et de maillots de bain Hop Lun détient la marque Scandale depuis 2006. À cette occasion, la lingerie griffée Scandale est manufacturée dans des usines Hop Lun en Chine et au Bangladesh et l’usine troyenne ferme définitivement ses portes. En septembre 2021, cette société décide de relancer la marque en France sur son site, mais aussi aux Galeries Lafayette et aux 3 Suisses. Elle est également distribuée en Allemagne, avec son partenaire Zalando et en Grande-Bretagne, avec l'entreprise Asos. Son axe publicitaire se base sur l’éco-responsabilité.